# Carrozzeria Sicca
La Carrozzeria S.I.C.C.A. - Società Italiana Costruzioni Carrozzerie Automobili (Carrosserie S.I.C.C.A. - Société Italienne de Construction de Carrosseries Automobiles en  français) est une entreprise italienne de design en carrosserie automobile créée à Vittorio Veneto, au nord de Venise en 1949 par Vittorio Armelin. A été une des entreprises à l'origine de la création du consortium InBus et depuis 1993, est intégrée dans le groupe Iveco Bus de Turin.

## Histoire
À peine la Seconde Guerre mondiale terminée, les travaux de reconstruction des énormes dégâts causés par plus de 5 années de batailles sont engagés dans chaque commune des pays ayant pris part au conflit. Le réseau ferré italien ayant été quasiment entièrement détruit, afin de permettre le déplacement des personnes, un réseau de transport par autocars est créé. Très vite, les besoins en matériel croissent mais à l'époque, les constructeurs ne fabriquaient que des châssis motorisés, charge à chaque client de faire habiller son véhicule par un carrossier spécialisé et agréé par le constructeur.
Vittorio Armelin, crée un petit atelier de carrosserie pour remettre en état les véhicules automobiles et utilitaires endommagés lors du conflit mais très vite, il est sollicité pour des interventions plus importantes visant à convertir des véhicules utilitaires en autobus. 
Homme ingénieux et inventif, il fait le constat que les autobus mêmes neufs reposent sur des châssis de camions adaptés et abaissés afin de rendre l'accès à bord moins haut donc plus aisé que sur un camion. Aucun constructeur n'a étudié une structure spécifique pour les autobus. 
En 1950, il dépose un brevet qui va révolutionner la conception et la construction des autobus et autocars. La société SICCA, qui va commercialiser ses fabrications sous la marque Siccar, a inventé le châssis d'autobus qui, encore en 2020, est celui utilisé par tous les constructeurs : une structure autoporteuse en treillis sur laquelle sont fixés les éléments mécaniques et de roulement, avec le moteur placé en porte à faux à l'arrière. La structure sous le plancher devenait libre pour y ranger les bagages des voyageurs, le plancher était plat sur toute la surface du véhicule et le moteur, placé à l'arrière dans un compartiment isolé, ne dégageait plus d'odeurs de gazole et son bruit ne gênait plus le conducteur ni les passagers.
Le premier véhicule au monde à adopter cette solution a été l'autocar de ligne et GT Alfa Romeo 902 AS, présenté en 1951.
À partir ce la présentation de ce véhicule au Salon de Turin 1952, la Carrozzeria SICCA a été sollicitée par les principaux constructeurs mondiaux pour lui acheter une licence de fabrication. 

### Les grandes collaborations de Carrozzeria Sicca
Parmi les grandes signatures Sicca, on peut citer ses études et réalisations d'autobus pour les constructeurs italiens Alfa Romeo, Lancia et Fiat Bus amis tous les constructeurs étrangers qui se sont convertis, au fil des années, à ce principe constructif, ont acquis une licence Siccar.

### La création du consortium InBus
Au début des années 1970, plusieurs constructeurs et carrossiers italiens d'autobus et d'autocars étaient arrivés à la même conclusion, les constructeurs d'autobus urbains ne pourraient survivre qu'en standardisant leurs productions afin d'en diminuer le prix de revient et de maintenance. Constatant que ce secteur était largement dominé par Fiat Bus qui élargissait encore son influence en intégrant plusieurs constructeurs au sein d'IVECO, des petits constructeurs ont essayé de se libérer de l'hégémonie du géant turinois, resté le seul fournisseur national de châssis et motorisations pour leurs modèles. Parmi ces constructeurs, on comptait De Simon Bus de Osoppo dans la province d'Udine dans le Nord-Est de l'Italie et Breda C.F. de Pistoia qui se rapprochèrent de la Carrozzeria Sicca de Vittorio Veneto, entreprise qui avait conçu et fabriquait un nouveau châssis d'autobus de 12 mètres novateur et surbaissé, avec le moteur placé en porte à faux à l'arrière, le Siccar 176L. En 1975, ces trois sociétés, rejointes par Sofer SpA de Pouzzoles dans la province de Naples, créent le consortium INBUS. 
Ce groupement a conçu et fabriqué de nombreux bus urbains comme les U.210 et U.150, sub-urbains (banlieue) S.210 et inter-urbains (ligne régulière) I.210, I.240 et I.330. Le modèle qui a connu le plus gros succès commercial sera le U.210 conçu sur les châssis Siccar 176L et 177L. L'Inbus U.210 est un autobus urbain de 12 mètres, équipé d'un moteur Fiat V.I. d'une cylindrée de 9.572 cm3, placé à l'arrière. Le plancher est ultra bas et le diamètre de braquage réduit.  
En 1987, INBUS enregistre le retrait de De Simon Bus mais les trois autres membres poursuivent l'aventure sous le nom BredaBus. En 1989 Breda C.F. rachète la Carrozzeria Menarini de Bologne et devient BredaMenarinibus, filiale du groupe Finmeccanica. 
À partir de 1989, il ne reste que deux membres du groupement : Breda et Sicca. BredaMenarinibus poursuit la fabrication des modèles INBUS sous sa marque, Sofer est intégré dans AnsaldoBreda. Sicca est sollicité par plusieurs constructeurs étrangers, Mercedes-Benz, Van Hool, Scania et Pegaso qui veulent intégrer dans leur gamme un modèle Siccar avec leur mécanique. En 1991, BredaMenarinibus et Sicca mettent un terme au groupement. Sicca, qui occupe 350 salariés, renoue de fructueux contacts avec IVECO qui intègre certains modèles Siccar équipés de motorisations Fiat dans sa gamme. Peu après, Sicca est intégré dans IVECO. 
En Espagne, c'est la Carroceria Inauto qui a obtenu la licence de construction des châssis Siccar qu'elel a équipés de motorisations Pegaso. Le modèle qui a connu le plus grand succès et qui sera fabriqué en très grand nombre est le Pegaso Siccar 5075. Les modèles portaient la mention Inauto-Sicca sur la calandre.

## Principales réalisations signées Siccar
- Autobus Alfa Romeo 902 AS[2]
- Autobus FNM Alfa Romeo 14.600 en 1954
- Autobus Alfa Romeo Mille A7T Siccar en 1962
- Autobus Alfa Romeo Mille A7T Van Hool en 1964
- Autobus FNM Alfa Romeo D-11000
- Autobus Pegaso Siccar 5075 en 1966